# Чашницы (Ростовский район)
Чашницы — деревня Ростовского района Ярославской области, входит в состав сельского поселения Петровское.

## География
Расположена на берегу озера Чашницы в 11 км на юго-восток от посёлка Петровское и в 34 км на юг от Ростова.

## История
Сельская пятиглавая церковь с колокольней сооружена в 1810 году и имела два престола: Спаса Нерукотворного Образа и свят. Николая. До этого в селе была деревянная церковь, построенная при Ростовском митрополите Ионе Сысоевиче в 1680 году, она за ветхостью была разрушена в 1802 году и употреблена на обжиг кирпича для вновь строившейся церкви.
В конце XIX — начале XX вв. село входило в состав Карашской волости Ростовского уезда Ярославской губернии. В 1885 году в селе было 40 дворов.
С 1929 года деревня входила в состав Осницкого сельсовета Ростовского района, в 1935—1959 годах — в составе Петровского района, с 1954 года — в составе Карашского сельсовета, с 2005 года — в составе сельского поселения Петровское.

## Население
| 1859 | 2007 | 2010 |
| ---- | ---- | ---- |
| 278  | ↘11  | ↘5   |